# جام یوهان کرایف
جام یوهان کرایف (به هلندی: Johan Cruijff Schaal) که با نام سوپر جام فوتبال هلند نیز شناخته می‌شود، رقابتی است که سالانه مابین قهرمان لیگ برتر فوتبال هلند و قهرمان جام حذفی فوتبال هلند برگزار می‌گردد.
پی اس وی آیندهوون  چهارده قهرمانی پرافتخارترین تیم در این سری مسابقات است.

## روش برگزاری
این دیدار به صورت تک بازی می‌باشد و چند روز پیش از آغاز فصل جدید مسابقات لیگ برتر هلند برگزار می‌شود.
تیم‌های حاضر:
1. قهرمان لیگ برتر هلند
2. قهرمان جام حذفی هلند

در صورتی که قهرمان لیگ برتر و جام حذفی یک تیم باشد، نایب‌قهرمان لیگ برتر (نماینده لیگ برتر) به مصاف قهرمان جام حذفی (نماینده جام حذفی) می‌رود.

## باشگاه‌ها بر پایه قهرمانی
| باشگاه                | برد | باخت | سال‌های قهرمانی                                                                     | سال‌های نایب قهرمانی                                        |
| --------------------- | --- | ---- | ---------------------------------------------------------------------------------- | ---------------------------------------------------------- |
| آیندهوون              | ۱۴  | ۷    | ۱۹۹۲، ۱۹۹۶، ۱۹۹۷، ۱۹۹۸، ۲۰۰۰، ۲۰۰۱، ۲۰۰۳، ۲۰۰۸، ۲۰۱۲، ۲۰۱۵، ۲۰۱۶، ۲۰۲۱، ۲۰۲۲، ۲۰۲۳ | ۱۹۹۱، ۲۰۰۲، ۲۰۰۵، ۲۰۰۶، ۲۰۰۷، ۲۰۱۸، ۲۰۱۹                   |
| آژاکس                 | ۹   | ۱۰   | ۱۹۹۳، ۱۹۹۴، ۱۹۹۵، ۲۰۰۲، ۲۰۰۵، ۲۰۰۶، ۲۰۰۷ ، ۲۰۱۳، ۲۰۱۹                              | ۱۹۹۶، ۱۹۹۸، ۱۹۹۹، ۲۰۰۴، ۲۰۱۰، ۲۰۱۱، ۲۰۱۲، ۲۰۱۴، ۲۰۲۱، ۲۰۲۲ |
| فاینورد               | ۴   | ۷    | ۱۹۹۱، ۱۹۹۹، ۲۰۱۷، ۲۰۱۸                                                             | ۱۹۹۲، ۱۹۹۳، ۱۹۹۴، ۱۹۹۵، ۲۰۰۸، ۲۰۱۶، ۲۰۲۳                   |
| توئنته                | ۲   | ۱    | ۲۰۱۰، ۲۰۱۱                                                                         | ۲۰۰۱                                                       |
| اوترخت                | ۱   | ۱    | ۲۰۰۴                                                                               | ۲۰۰۳                                                       |
| آلکمار                | ۱   | ۱    | ۲۰۰۹                                                                               | ۲۰۱۳                                                       |
| باشگاه فوتبال اسخیدام | ۱   | ۰    | ۱۹۴۹                                                                               | –                                                          |
| رودا جی‌سی کرکراد      | ۰   | ۲    | –                                                                                  | ۱۹۹۷، ۲۰۰۰                                                 |
| کوییک ۱۸۸۸            | ۰   | ۱    | –                                                                                  | ۱۹۴۹                                                       |
| هیرنوین               | ۰   | ۱    | –                                                                                  | ۲۰۰۹                                                       |